# قرار الجمعية العامة للأمم المتحدة 67/19
قرار الجمعية العامة للأمم المتحدة 67/19 هو قرار صوتت عليه الجمعية العامة للأمم المتحدة في اجتماعها السابع والستين في 29 نوفمبر 2012، وهو تاريخ اليوم العالمي للتضامن مع الشعب الفلسطيني. قدم الاقتراح ممثل فلسطين في الأمم المتحدة. التصويت كان لمنح فلسطين صفة دولة غير عضو في الأمم المتحدة. في الأساس، يرقي القرار مرتبة فلسطين من كيان غير عضو إلى دولة غير عضو. مع رفض الحكومة الإسرائيلية القرار، إلا أن رئيس الوزراء السابق إيهود أولمرت عبر عن تأييده له. أيد القرار 138 دولة، وعارضته 9 دول، وامتنع عن التصويت 41، وتغيبت خمس. وتتيح الصفة الجديدة لفلسطين إمكانية الانضمام لمنظمات دولية مثل المحكمة الجنائية الدولية، وتساوي الصفة الجديدة لفلسطين صفة الفاتيكان. ومارست فلسطين حقها في التصويت لأول مرة بموجب صلاحياتها الجديدة في المنظمة الأممية في 18 نوفمبر 2013، بالتصويت لانتخاب أحد قضاة محكمة الجزاء الدولية الخاصة بيوغوسلافيا السابقة.

## خلفية
بعد فشل مبادرة فلسطين 194 في جعل فلسطين دولة عضو في الأمم المتحدة عبر التصويت في مجلس الأمن، حيث كان لصالح القرار 8 دول من 15 (أقل بصوت واحد من المطلوب). في اليوم العالمي للتضامن مع الشعب الفلسطيني (يوم 29 نوفمبر، الذي اعترفت فيه الأمم المتحدة بدولة إسرائيل)، صُوِّت في الجلسة السابعة والستين للجمعية العامة للأمم المتحدة على قرار ترقية صفة فلسطين من كيان غير عضو إلى دولة غير عضو. في الجلسة السادسة والستين، اعترفت منظمة اليونسكو بفلسطين دولةً بعضوية كاملة في المنظمة.

## التصويت

الأراضي الفلسطينية لصالح ضد
امتناع غائب غير أعضاء

| التصويت          | الدول |
| ---------------- | --- |
| مؤيد             | الاتحاد الروسي، الأرجنتين، الأردن، الإمارات العربية المتحدة، البحرين، البرازيل، البرتغال، الجزائر، جمهورية الدومينيكان، الجمهورية العربية السورية، الدانمرك، السنغال، السودان، السويد، الصومال، الصين، العراق، الغابون، الفلبين، الكونغو، الكويت، المغرب، المكسيك، أذربيجان، أرمينيا، إسبانيا، أفغانستان، أنتيغوا وبربودا، أنغولا، أوروغواي، أوزبكستان، أوغندا، أيرلندا، أيسلندا، إثيوبيا، إريتريا، الإكوادور، إندونيسيا، إيران (الجمهورية الإسلامية)، إيطاليا، باكستان، بروناي دار السلام، بلجيكا، بليز، بنغلاديش، بوتان، بوتسوانا، بوركينا فاسو، بوروندي، كمبوديا، بوليفيا (دولة متعددة القوميات)، بيرو، بيلاروسيا، بينين، تايلاند، تركمانستان، تركيا، تشاد، تشيلي، توفالو، تونس، تيمور الشرقية، وترينيداد وتوباغو، جامايكا، جزر القمر، جزر المالديف، جزر سليمان، جمهورية إفريقيا الوسطى، جمهورية تنزانيا المتحدة، جمهورية كوريا الشعبية الديمقراطية، جمهورية لاوس الديمقراطية الشعبية، جنوب السودان، جنوب أفريقيا، جورجيا، جيبوتي، دومينيكان، الرأس الأخضر، زامبيا، زيمبابوي، ساو تومي وبرينسيبي، سانت فنسنت وجزر غرينادين، سانت كيتس ونيفيس، سانت لوسيا، سريلانكا، المملكة العربية السعودية، السلفادور، سوازيلاند، سورينام، سويسرا، سيراليون، سيشل، صربيا، طاجيكستان، عمان، غامبيا، غانا، غرينادا، غويانا، غينيا، غينيا بيساو، فرنسا، فنزويلا (الجمهورية البوليفارية)، فنلندا، فيتنام، قبرص، قطر، قيرغيزستان، كازاخستان، كوبا، كوت ديفوار، كوستاريكا، كينيا، لبنان، لوكسمبرغ، ليبيا، ليختنشتاين، ليسوتو، مالطا، مالي، ماليزيا، مصر، موريتانيا، موريشيوس، موزامبيق، ميانمار، ناميبيا، النرويج، النمسا، نيبال، النيجر، نيجيريا، نيكاراغوا، نيوزيلندا، الهند، هندوراس ، اليابان، اليمن، اليونان. |
| معارض            | إسرائيل، الولايات المتحدة، كندا، جمهورية التشيك، جزر مارشال، ميكرونيزيا، ناورو، بالاو، وبنما. |
| ممتنع عن التصويت | ألبانيا، أندورا، أستراليا، جزر البهاما، بربادوس، البوسنة والهرسك، بلغاريا، الكاميرون، كولومبيا، كرواتيا، جمهورية الكونغو، إستونيا، فيجي، ألمانيا، غواتيمالا، هايتي، هنغاريا، لاتفيا، ليتوانيا، ملاوي، موناكو، منغوليا، الجبل الأسود، هولندا، بابوا غينيا الجديدة، باراغواي، بولندا، جمهورية كوريا، جمهورية مولدوفا، رومانيا، رواندا، ساموا، سان مارينو، سنغافورة، سلوفاكيا، سلوفينيا، جمهورية يوغوسلافيا السابقة، مقدونيا، توغو، تونغا، المملكة المتحدة لبريطانيا العظمى وأيرلندا الشمالية، وفانواتو. |
| متغيب            | غينيا الاستوائية، كيريباتي، ليبيريا، مدغشقر، أوكرانيا. |

## ردود الفعل على التصويت
- إسرائيل رفضت إسرائيل الخطوة الفلسطينية، وشكر رئيس الوزراء بنيامين نتنياهو نظيره التشيكي بيتر نيكاس حيث صوتت دولته ضد قرار ترقية صفة فلسطين، وكانت الدولة الوحيدة في الاتحاد الأوروبي التي تفعل ذلك. وقال في حوار لصحيفة دي فيلت الألمانية أنه يشعر بخيبة الأمل لعدم تصويت ألمانيا ضد القرار، وأضاف أنه يعتقد أن المستشارة أنجيلا ميركل رأت أن هذا الخيار يخدم السلام بطريقة أو بأخرى، لكن العكس هو حدث حسبما قال.[5] وعقب إعلان نتيجة التصويت الأممي، وترقية صفة فلسطين، أعلن وزير المالية الإسرائيلي يوفال شتاينتس تجميد تحويل أموال الضرائب والجمارك للسلطة الفلسطينية، وهي تقدر 121 مليون دولار، وقال أنها ستستخدم في سد ديون على السلطة لصالح شركة الكهرباء الإسرائيلية.[6] وأعلنت إسرائيل أيضاً عن بناء 3 آلاف وحدة استيطانية جديدة وفق الخطة المسماة إي-1، وسيكون البناء في منطقة بين معالي أدوميم والقدس، وهو ما يقسم الضفة الغربية شمالًا وجنوبًا.[7]
- روسيا: ممثل الاتحاد الروسي في الأمم المتحدة فيتالي تشوركين قال إن بلاده تتمنى أن تعتبر إسرائيل هذا القرار إشارة جادة من المجتمع الدولي الذي تعب من تعثر عملية السلام الهادفة إلى حل النزاع الفلسطيني الإسرائيلي. وقال أيضاً إن «رفع تمثيل فلسطين إلى صفة دولة مراقب غير عضو يتيح للفلسطينيين رفع شكاوى ودعاوى ضد إسرائيل في المحكمة الدولية في لاهاي».[8]
- الولايات المتحدة: قبيل التصويت على القرار، أعلنت الناطقة باسم وزارة الخارجية الأمريكية فيكتوريا نولاند أنه سيكون من الصعب إقناع الكونغرس بالإفراج عن 200 مليون دولار من المساعدات للسلطة الفلسطينية.[9] وبعده قالت وزيرة الخارجية هيلاري كلينتون إن هذا القرار يضع المزيد من العراقيل أمام عملية السلام.[8]
- ألمانيا: قال وزير الخارجية الألماني غيدو فيسترفيله أنه يتعين استغلال رفع تمثيل فلسطين للعودة للمفاوضات في أقرب وقت ممكن. وعبَّر عن أسفه لعدم اتخاذ الاتحاد الأوروبي موقفًا موحدًا من القرار.[8]
- فرنسا: قال الرئيس فرنسوا أولاند إن القرار «خيار متجانس مع حل الدولتين» ووصف القرار الفرنسي بتأييد القرار الأممي بأنه «منسجم مع الالتزام بدعم الاعتراف الدولي بدولة فلسطين». ودعا إلى العودة إلى المفاوضات بأسرع ما يمكن ومن دون شروط.[8]
- منظمة التعاون الإسلامي: وصفت المنظمة بأنه «ضمانة دولية لا تقبل التراجع ونقطة تحول في تاريخ القضية الفلسطينية».[10]